# ادوارد هنری سیوکینگ
ادوارد هنری سیوکینگ (انگلیسی: Edward Henry Sieveking؛ ۲۴ اوت ۱۸۱۶ – ۲۴ فوریه ۱۹۰۴) پزشک اهل پادشاهی متحد بریتانیای کبیر و ایرلند بود.
او بیشتر در زمینهٔ درمان صرع و سایر بیماری‌های مغز و اعصاب فعالیت داشت و پزشک ویژه خاندان سلطنتی (ملکه ویکتوریا و ادوارد هفتم) بود. وی همچنین کتاب‌های پزشکی برخی از دانشمندان آلمانی از جمله کارل فن رکیتانسکی و موریتس هاینریش رومبرگ را به زبان انگلیسی ترجمه کرد.